# ویلیام آترتون
ویلیام آترتون (انگلیسی: William Atherton؛ زادهٔ ۳۰ ژوئیهٔ ۱۹۴۷) هنرپیشه و بازیگر سینما اهل ایالات متحده آمریکا است. وی از سال ۱۹۷۲ میلادی تاکنون مشغول فعالیت بوده است.

## فیلم‌شناسی
از فیلم‌هایی که وی در آن نقش داشته است می‌توان به جان‌سخت، جان‌سخت ۲، شکارچیان روح، آخرین سامورایی، شوگرلند اکسپرس، کلاغ: رستگاری، شهر دیوانه، بدون تشکر، پرونده پلیکان، به سوی خورشید، فضای مرکزی، گردن کلفت، نابغه واقعی، شکارچیان روح: امپراتوری یخ‌زده، معرفی دوروتی دندریج، فرانک و جسی و هیندنبورگ اشاره کرد.